# 나라 시대
나라 시대(일본어: 奈良時代 나라지다이[*], 710년 ~ 794년)는 넓은 의미로 710년 겐메이 천황이 헤이조쿄(平城京)로 천도한 때부터 794년 간무 천황이 헤이안쿄(平安京)로 천도할 때까지 84년 기간을 말하고, 좁은 의미로는 710년에서 784년에 간무 천황이 나가오카쿄(長岡京)로 천도할 때까지 74년 기간을 가리키며, 일본 역사 시대구분 가운데 하나다.
710년에 수도를 나라의 헤이조쿄로 천도하였다. 헤이조쿄로 천도는 후지와라노 후히토가 중요한 역할을 수행하였다. 헤이죠코 천도에 앞서 선정하고 시행한 다이호 율령(大宝律令)이 일본 국내 실정에 맞게 여러 방면에서 검토하고 수정하여 시행착오를 거치면서 율령국가, 천황 중심의 전제국가, 중앙집권국가를 지향하던 시대였다. 율령국가라는 성격은 호적과 계장(計帳)으로 인민을 파악하고, 조용조와 군역을 부과했다는 점에서 드러난다. 다이호 율령은 이후에 후지와라노 후히토 등 여러 사람이 누차 손질하며 10세기까지 일본에서 최고 법전 지위를 유지한다. :56
이 시기에는 대외적으로는 신라·당과 통교를 긴밀하게 하는 한편, 727년에는 발해와도 국교를 열었다. 나라시대에는 하타노 히로다리(波多広足)를 견신라대신(遣新羅大使)로 임명하고 누카타노 히토다리(額田人足)와 함께 신라 왕조에 헌상물을 바쳤다. 전국에 고쿠분지(国分寺)를 세워, 불교적인 성격의 덴표 문화(天平文化)가 번성하였다. 고지키, 니혼쇼키, 만요슈 같은 현존하는 가장 오래된 역사서, 문학작품이 등장했다. 이 시대에는 중앙에서 많은 전쟁이 발생하였고, 도호쿠에서는 에조(蝦夷)와 전쟁이 끊이지 않았다.

## 정치: 전쟁과 황권의 동요
정치사적으로는 710년 헤이죠쿄 천도부터 729년의 나가야 왕의 정변까지를 전기(前期). 후지와라 4형제(후지와라 후히토의 네 아들)의 집권부터 764년의 후지와라노 나카마로의 난(藤原仲麻呂の乱)까지를 중기(中期), 고켄 천황과 도쿄(道鏡)의 집권 이후를 후기(後期)로 구분할 수 있다.

### 나가야 왕의 변과 고묘시 황후 추대
나라 시대 초기에는 나카토미노 가마타리의 아들 후지와라 후히토가 정권을 쥐고 율령제도의 확립에 진력하는 동시에 황실과 인척관계를 맺으며 후지와라씨 발전의 기초를 닦았다. 후히토 사후에는 다케치 황자의 아들로 덴무 천황의 손자인 나가야 왕이 우다이진이 되어 정권을 담당하였다. 전대부터 누적되어 온 과중한 부담을 견디지 못한 농민들의 유랑과 도망이 급격히 늘어나 사회 불안이 표면화되었기 때문에, 정부는 재원확보를 위해 723년(요로 7년)에는 삼세일신법(三世一身法)을 시행하여 개간을 장려하였다. 몬무 천황과 후지와라 후히토의 딸인 후지와라 미야코(藤原宮子) 사이에서 태어난 쇼무 천황이 즉위한 724년(진키 원년) 즈음부터 후히토의 네 아들 무치마로(武智麻呂), 후사사키(房前), 우마카이(宇合), 마로(麻呂)가 정계에 진출하였다. 729년(진키 6년), 나가야 왕이 사실상 정계 최고직에 해당하는 사다이진에 취임하자, 이에 위기감을 느낀 후지와라 4형제는 ‘좌도(左道)에 빠져 국정을 기울게 한다’고 참소하여 나가야 왕을 자결로 몰아넣고(나가야 왕의 정변), 정권을 장악했다. 정변 직후, 후지와라 씨는 후히토의 딸인 고묘시(光明子, 고묘 황후)를 쇼무 천황의 황후로 추대하는 데 성공하여, 고묘시는 신하로서는 최초의 황후가 되었다.

### 다치바나 모로에 정권과 쇼무 천황
그러나 그런 후지와라 4형제도 737년(덴표 9년)에 유행한 천연두로 모두 사망하고, 황족 출신의 다치바나 모로에(橘諸兄)가 정권을 담당하게 되었다. 이에 불만을 가진 후지와라 히로쓰구(藤原広嗣, 후지와라 우마카이의 장남)가 740년(덴표 12년)에 기비 등을 배제한다는 명분을 내걸고 규슈에서 거병하였으나, 정부군에 패배하고 전사하였다(후지와라 히로쓰구의 난). 비록 진압되긴 하였으나 이 반란 소식에 중앙 정권은 크게 동요하여, 쇼무 천황은 야마시로국의 구니쿄, 셋쓰국의 나니와쿄, 오미국의 시가라키(紫香楽)를 전전하였다. 잦은 천도로 인한 조영 공사와 잇따른 역병과 천재지변으로 사회 불안은 한층 높아져갔다. 본래 깊은 신앙심을 지니고 있던 쇼무 천황은 진호국가의 사상에 기대어 사회의 동요를 가라앉히고자 741년(덴표 13년)에 고쿠분지(国分寺) 건립 칙명, 743년(덴표 15년)에는 대불 조성 교지를 내려 도다이지 대불이 주조되기 시작하였다. 대불은 752년에 완성되어, 고켄 천황과 쇼무 상황이 임석한 가운데 성대한 개안공양이 이루어졌다.

### 나카마로 정권 몰락
이러던 사이에 고묘 황후의 신임을 얻은 후지와라 남가(南家)의 후지와라 나카마로(후지와라 무치마로의 아들)이 대두하여, 시비추타이(紫微中台)를 조직하여 755년에는 다치바나 모로에를 실각시키고, 757년에는 모로에의 아들인 다치바나 나라마로(橘奈良麻呂) 역시 정권에서 배제하는데 성공하여 정권을 장악하였다(다치바나 나라마로의 변). 나카마로는 독재적 권력을 손에 넣고 허수아비로 준닌 천황을 옹립하여 에미 오시카쓰라고 개명하고 유교를 기본으로 하는 중국풍의 정치를 추진하였다. 그러나, 고묘 황후가 사망하고, 고켄 상황의 총애를 얻은 승려 도쿄(道鏡)가 두각을 나타내기 시작하자 오시카쓰는 이를 막고자 764년(덴표호지 8년)에 반란을 일으켰으나 패사하였다(후지와라 나카마로의 난). 준닌 천황은 폐위되어 아와지로 유배되고, 고켄 상황이 쇼토쿠 천황으로 중조하였다.

### 도쿄 사건과 고닌 천황
도쿄는 765년에는 다이조다이진선사, 이듬해에는 법왕이 되어, 일족과 수족들을 고위관직에 출사시켜 권세를 휘두르고, 사이다이지를 조영하는 등 불교에 기반하여 정권 안정을 꾀하였다. 쇼토쿠 천황과 도쿄는 우사 하치만 궁(宇佐八幡宮)의 신탁을 빙자하여 도쿄를 황위계승자로 옹립하려고 하였으나, 후지와라 모모카와(藤原百川)와 와케 기요마로(和気清麻呂)에게 저지당하고 770년 쇼토쿠 천황이 사망하자 도쿄는 실각하였다(도쿄 사건).
쇼토쿠 천황의 뒤를 이은 고닌 천황은 덴무 천황의 혈통이 아니라 덴무 천황의 형인 덴지 천황의 자손으로 이후 천황위는 덴지 천황의 혈통으로 이어지게 된다. 고닌 천황은 관인의 인원을 삭감하는 등 제정 긴축 정책을 펴고 지방관인 고쿠시와 군지의 감독을 강화하여 지방 정치의 투명화를 꾀하였다. 그러나, 780년(호키 11년)에는 무쓰국에서 고레하리 아자마로(伊治呰麻呂)가 반란을 일으키는 등, 도호쿠 지방에서는 에미시(蝦夷)의 저항이 강화되었다.

### 나가오카쿄, 헤이안쿄 천도
간무 천황은 지나치게 강대해진 사원·신사 세력의 영향력에서 벗어나기 위하여 784년에 야마시로국 나가오카에 새로운 도성을 축성하였다. 그러나, 공사책임자인 후지와라 다네쓰구(藤原種継)가 암살당하는 사건이 발생하여, 이를 사주한 혐의를 받은 친동생 사와라 친왕(早良親王)이 자결하는 사건이 일어났다. 이에 794년 새로운 도성을 축조하여 야마시로 국(山背)을 야마시로(山城)로 개칭하고, 새로운 도성은 헤이안쿄라 이름하였다.
이 천도로 나라 시대라 불리는 시대는 완전히 종언을 고하고 헤이안 시대가 시작된다.

## 문화: 덴표 문화
율령제에 의해 중앙 집권적 국가 체제가 확립되어가자, 국가의 부가 중앙에 집중되어 수도 나라의 황족과 귀족은 이러한 부를 배경으로 호사를 누리며 귀족적. 불교적인 문화를 꽃피웠다. 한편, 고쿠가(国衙, 구니의 관할 관청)·고쿠분지 등에 임명된 고쿠시(国司), 관인과 승려 등에 의해서 지방에서도 새로운 문화가 퍼져나갔다.
나라시대때는 당나라에 견당사를 파견하였다. 하지만 바다 멀리 있어서 도착하는 것은 소수이며 파견 자체가 힘들었다. 이후 견발해사를 주로 이용하여 발해 문물을 받아들였다. 견당사에서 정창원 보물로 다수 남아 있다. 대표적인 견당사들로는 716년(레이키 2년)에 당나라로 파견된 아베 나카마로, 기비 마키비, 승려 겐보 등이 있다.
역사서로는 고지키, 니혼쇼키가, 문학 작품으로는 와카집인 만요슈와 현존하는 가장 오래된 한시집 가이후소(懐風藻)가 편찬되었으며, 각 지방의 지리·전설·유래 등을 기록한 지지(地志)인 풍토기도 활발하게 편찬되었다.
불교 역시 진호국가의 이념을 바탕으로 국가의 비호를 받으며 크게 발전하였다. 특히 쇼무 천황은 도다이지를 조영하고, 전국 각지에 고쿠분지를 세워 국가의 안태를 기원하여 불교의 진흥에 크게 기여하였다.

## 대외 관계

### 신라와의 관계

#### 우호적 외교 관계 (710~720년)
나라 시대 초기에는 아스카 시대 말부터 시작된 일본과 신라 간의 우호 관계가 이어졌다. 일본에 대한 《삼국사기》의 기록은 다소 소략해 일본 쪽 자료를 보충하지 않을 수 없지만, 양쪽 자료를 종합해보면 670년부터 779년까지 한 세기 동안 신라 사신들이 일본에 39차례나 파견됐다. 같은 기간에 일본 사신들은 신라를 25차례 방문했다. 그 기간에 당나라로 견당사를 보낸 것은 불과 10차례였으며 이것도 도착하지 못한 경우가 대다수이다.

#### 외교 갈등의 악화 (720년~731년)
당시에 상승일로의 국세에 있던 신라로서는 이런 일본의 태도를 용납할 수 없었고 720년 경부터 두 나라의 관계는 악화일로를 치닫기 시작했다. 신라에서는 일본에 사신을 파견했다가 다자이후에서 돌아갔다. 7세기 후반에 설치된 다자이후는 신라와 발해 등 외국 사신들이 입국할 때 외교 절차를 거치던 곳인데, 《속일본기》에는 이곳에 온 신라 사신들을 그냥 돌려보낸 몇 차례의 사건들이 기록되어 있다.
이러한 대립 무드는 성덕왕대 후반에 이르러 전쟁으로까지 확대되었다. 《해동제국기》에는 성덕왕 19년(720)에 신라가 일본의 서쪽 변방을 쳤다고 기록하고 있다. 21년(722년) 10월에 모화군(毛火郡)에 모벌군성(毛伐郡城)을 쌓아 관문으로 삼고, 일본의 적들의 길을 막았다. 성의 둘레는 6,792보(步) 다섯 자에 동원된 역도(役徒)는 39,262인이었으며, 책임자는 원진(元眞) 각간이 맡았다. 이는 경주의 동남쪽 경계였다. 30년(731년)에는 동쪽 해안으로 쳐들어온 일본의 병선 300척을 격퇴하고, 가을 9월에 백관에게 명하여 적문(的門)에 모여 수레 쇠뇌[車弩] 쏘는 것을 관람하는 등의 군사훈련을 실시했다.

#### 일본의 신라 정벌 계획 (742년~)
양국간의 극한의 대립은 신라의 경덕왕대(742년 ~ 765년)이자 일본의 후지와라 나카마로의 집권기에 악화되었다. 경덕왕 원년(742년) 10월 일본국 사신이 이르렀으나 받아 들이지 않았고, 753년 8월에도 일본국 사신이 이르렀는데, 오만하고 예의가 없었으므로 왕이 그들을 접견하지 않자 마침내 돌아갔다.
이에 당시에 신라등의 외국과의 외교를 관장하는 관청인 다자이후에서 신라정벌을 목적으로 태제부조행군식(太宰府造行軍式)이라는 세부적인 계획안을 마련해 이를 실천하기 시작했다. 756년 일본조정은 기타큐슈에 이토 성(怡土城)을 축조했다. 여러 가지 축조기술을 동원해 견고히 건설된 성은 근방에 주선사(主船司)라는 관청과 용광로와 무기제조공장을 세우는 등 대규모의 병참기지로서 기능했다.
759년에는 3년후인 762년을 기한으로 호쿠리쿠도 · 산인도 · 산요도 · 난카이도 4도에 할당량을 제시해 500척의 전함을 건조하도록 지시한데 이어 761년에는 미노국 · 무사시국에서 20명씩의 소년을 징발해 신라어 교육에 들어가는 등 준비는 유래가 없을 만큼 대규모적으로 진행되어 갔다.
신라도 중대 후기에 들어서면서 서서히 혼란스러운 정치 · 경제적 상황을 맞이하고 있었으나 일본의 움직임을 파악하고 모벌성(毛伐城)에 노당(弩幢)을 증원하는 등 준비를 갖추었다. 경덕왕 대에는 군을 중앙의 6기정(六畿停)과 지방의 9주정(九州停)으로 재편하는 등 신속한 군대동원을 위한 군제개혁도 단행했다.
757년 일본은 신라에 파견되었다가 쫓겨난 경험이 있던 오노 다모리(小野 田守)를 단장으로 처음으로 견발해사를 파견하기 시작해 759년과 760년에 연이어 발해에 사신을 파견했다. 일본이 발해와 적극적으로 교류한 원인은 신라가 일본과 발해 양국을 동시에 상대할 수는 없으리라는 계산이 있었기 때문이며 전쟁시엔 발해의 협공과 지원을 받아내기 위해서였다. 다모리는 귀국길에 발해장군 양승경(楊承慶)이 인솔하는 발해사절단을 같이 데려왔고 일본 측은 양승경에게 파격적인 대우를 해주면서 발해의 참전을 촉구했다. 그 후에도 신라침공일정이 짜여져 있던 762년, 고구려 왕실의 후손인 고마노 오야마를 단장으로 견발해사를 파견했지만 발해는 견발해사에 대한 답례사신에 의례적으로 파견되던 무관을 대신해 문관인 왕신복(王新福)을 파견하는 것으로 일본의 신라침공계획에 사실상 거절의사를 표시했다. 당시 발해는 신라와 우호관계를 맺고 교류를 시작하고 있었기에 굳이 일본과 손잡고 신라를 공격할 이유가 없었기 때문이다. 결국 일본은 나카마로의 몰락 등으로 신라침략계획을 접을 수밖에 없었고 신라정토계획도 역사의 뒷편으로 사라졌다.

#### 무역의 지속
한편, 무역에 있어서는 신라와 왜가 긴밀하게 통교하였다. 공무역은 주로 사절단이 건너 와서 예물을 바치면 후대해서 보내는 것이 원칙이었지만, 사절단이 무례한 행위를 할 경우 접견을 거부하고 돌려 보내기도 하였다. 쇼소인에 남아 있는 보물을 통해, 신라와 나라 시대의 일본이 활발히 교류하였음을 알 수 있다. 여기에 보관된 보물 중에는 신라의 공방에서 만든 생활용품 ·공예품·문방사구 등이 있다. 구체적인 물품의 종류는 〈매신라물해〉라는 문서에 보이고 있는데, 이 문서는 일본에 들어 온 신라물건을 사기 위해 일본의 관인·귀족들이 물품의 종류와 가격을 적어 관청에 올린 문서이다. 여기에 나타난 물건의 종류를 보면 각종 금속공예·기물·모직가죽제품·불교관계의 물건·약물·향료·염료 등 다양하다.
7세기 후반에 설치된 다자이후는 신라와 발해, 당나라 등 외국 사신들이 입국할 때 외교 절차를 거치던 곳이다. 《속일본기》에는 이곳에 온 신라 사신들을 그냥 돌려보낸 몇 차례의 사건들이 기록되어 있다.

## 주해
1. ↑  개원(開元)은 당 현종의 연호로 개원 10년은 성덕왕 21년(722)이다. 《삼국사기》권8 성덕왕 21년 10월의 기록(築毛伐郡城, 以遮日本賊路)과 일치하므로 효성왕대의 일이 아니라고 보인다. (“한국사데이터베이스 - 삼국유사”. 국사편찬위원회. 譯註 002 당 현종의 연호로 이때는 성덕왕 21년(722)이다. ≪삼국사기≫ 권8 성덕왕 21년 10월의 기록(築毛伐郡城, 以遮日本賊路)과 일치하므로 효성왕대의 일이 아니라고 보인다.)